# Pseudomaenas turneri
Pseudomaenas turneri là một loài bướm đêm trong họ Geometridae.